# Bogdan Dziubiński
Bogdan Krzysztof Dziubiński (ur. 1 stycznia 1958 w Nowym Targu) – polski hokeista, olimpijczyk.

## Kariera sportowa
Zawodnik występujący na pozycji napastnika. Reprezentował barwy: Podhala Nowy Targ, Legii Warszawa, Cracovii oraz Krems (Austria). W barwach Podhala sześć razy zdobywał mistrzostwo i dwa razy wicemistrzostwo Polski.
W reprezentacji polski rozegrał 70 spotkań zdobywając 45 bramek. Uczestnik Zimowych Igrzysk Olimpijskich w Lake Placid w 1980 oraz trzech turniejów o mistrzostwo świata – 1977, 1981, 1982.
Obecnie prowadzi grupę naborową wśród dzieci do gry w Podhalu Nowy Targ.
Był w komitecie założycielskim Towarzystwa Sportowego Old Boys Podhale.
Jego bratankiem jest Krystian Dziubiński, również hokeista.